# Sphegina verae
Sphegina verae är en tvåvingeart som beskrevs av Mutin 1984. Sphegina verae ingår i släktet midjeblomflugor, och familjen blomflugor. Inga underarter finns listade i Catalogue of Life.